# Cybdelis peruviana
Cybdelis peruviana är en fjärilsart som beskrevs av Otto Staudinger 1886. Cybdelis peruviana ingår i släktet Cybdelis och familjen praktfjärilar. Inga underarter finns listade i Catalogue of Life.